# Sunil Tripathi
Sunil Tripathi (n. 1969) es un profesor, y botánico indio que realiza actividades científicas en la División de Etnobotánica del Instituto Nacional de Investigación Botánica de Lucknow.
- La abreviatura «S.Tripathi» se emplea para indicar a Sunil Tripathi como autoridad en la descripción y clasificación científica de los vegetales.[1]